# Miss Universo España 2014
Miss Universo España 2014 (en inglés y oficialmente Miss Universe Spain 2014) fue la 2.ª edición del certamen Miss Universo España. Se llevó a cabo el 28 de octubre de 2014 en el Teatro Bodevil de la ciudad de Madrid. Patricia Rodríguez, Miss Universo España 2013, coronó a la ganadora Desiré Cordero como su sucesora la cual representó a España en el certamen Miss Universo 2014.

## Resultados
| Resultado                 | Candidata                                            |
| ------------------------- | ---------------------------------------------------- |
| Miss Universo España 2014 | - Desiré Cordero                                     |
| Primera finalista         | - Raquel Ruíz                                        |
| Segunda finalista         | - Mamen Matallah                                     |
| Top 6                     | - Meriem Mustafa - Bárbara Amérigo - Beatriz Jiménez |

## Candidatas
| Candidata                     | Edad | Estatura        | Residencia     |
| ----------------------------- | ---- | --------------- | -------------- |
| Bárbara Amérigo Pereira       | 23   | 1,71 m (5′ 7″)  | Barcelona      |
| Beatriz Jiménez Triana        | 26   | 1,76 m (5′ 9″)  | Cádiz          |
| Carmen Recio Virgilio         | 24   | 1,84 m (6′ 0″)  | Málaga         |
| Caroline Anne Rueda Schreider | 20   | 1,77 m (5′ 10″) | Málaga         |
| Cristina Martínez Diez        | 23   | 1,78 m (5′ 10″) | Valencia       |
| Desiré Cordero Ferrer         | 21   | 1,78 m (5′ 10″) | Sevilla        |
| Irene Alfageme Linar          | 21   | 1,74 m (5′ 9″)  | Extremadura    |
| Inés Macarro Alzina           | 21   | 1,84 m (6′ 0″)  | Islas Baleares |
| Izaskun Etxeberría Ugaztegui  | 24   | 1,74 m (5′ 9″)  | Vizcaya        |
| Mamen Yuma Haabha Matallah    | 24   | 1,86 m (6′ 1″)  | Las Palmas     |
| Meriem Fatima Mustafa Mohamed | 27   | 1,77 m (5′ 10″) | Ceuta          |
| Raquel Arias Gallardo         | 22   | 1,78 m (5′ 10″) | Madrid         |
| Raquel Carina Ruíz Nicosio    | 19   | 1,81 m (5′ 11″) | Zaragoza       |
| Úrsula Zueco Willis           | 26   | 1,80 m (5′ 11″) | Aragón         |

## Desarrollo del evento
Se iba a llevar a cabo el 23 de agosto de 2014 en La Cantera de Nagüeles en Marbella, como parte del Starlite Festival, pero fue cancelada a pocos días antes de celebrarse por motivos organizativos.